# Negus newtoni
Negus newtoni är en insektsart som beskrevs av Capener 1972. Negus newtoni ingår i släktet Negus och familjen hornstritar. Inga underarter finns listade i Catalogue of Life.